# Frans De Cock
Frans De Cock (Herentals, 7 januari 1956) is een Belgisch politicus voor PVV/VLD/Open Vld.

## Levensloop
De Cock doorliep zijn secundaire school aan het Sint-Lambertuscollege te Westerlo. Vervolgens studeerde hij af als licentiaat in de toegepaste economische wetenschappen aan de Universiteit van Antwerpen en behaalde hij een hoger diploma in de industriële scheikunde aan het Hoger Instituut der Kempen. 
Beroepshalve was hij van 1980 tot 1986 milieuadviseur bij de Intercommunale Ontwikkelingsmaatschappij voor de Kempen. Daarna werkte hij van 1987 tot 1988 als assistent aan de faculteit Toegepaste Economische Wetenschappen van de Katholieke Universiteit Leuven, was hij van 1988 tot 1997 financieel analist bij de Kredietbank en van 1997 tot 1999 adjunct-directeur van het ministerie van de Vlaamse Gemeenschap.
In oktober 1988 werd hij voor de toenmalige liberale partij PVV verkozen tot gemeenteraadslid van Westerlo, een functie die hij nog steeds uitoefent. Van 2001 tot 2002 was hij ook OCMW-raadslid van de gemeente. Tevens was hij van 1991 tot 1994 provincieraadslid van de provincie Antwerpen. Bij de tweede rechtstreekse Vlaamse verkiezingen van 13 juni 1999 werd hij verkozen in voor het kiesarrondissement Mechelen-Turnhout. Hij bleef Vlaams Parlementslid tot juni 2004. Als Vlaams Parlementslid zetelde De Cock van 1999 tot 2004 in de commissie Algemeen Beleid, Financiën en Begroting, van 2000 tot 2004 in de commissie Cultuur, Media en Sport en van 2001 tot 2004 in de commissie Economie, Landbouw, Werkgelegenheid en Toerisme. Na zijn periode als parlementslid werd hij beleidsadviseur ruimtelijke ordening van de Vlaamse Regering.